# Michał Giekowicz Worłowski
Michał Giekowicz Worłowski herbu Lubicz – podstoli kowieński w latach 1667–1685.
Żonaty z Anną Rodygorską.
Był wyznawcą kalwinizmu.